# Życie szalonym życiem
Życie szalonym życiem – drugi studyjny album polskiego rapera Michała Buczka, znanego lepiej pod pseudonimem Z.B.U.K.U. Premiera odbyła się 6 grudnia 2014 roku. Wydawnictwo ukazało się nakładem opolskiej wytwórni muzycznej Step Records.
Album był promowany dwoma singlami pt. „Na lepsze” oraz „Młoda krew”, w którym gościnnie udzielili się Śliwa i Sztoss. Do tych utworów, a także do „Gierek”, „Ja i moje ziomki” z gościnnym udziałem Kajmana, Bezczela i Chady, oraz „Nie będziesz pierwszy” z Roverem powstały teledyski.
Płyta zadebiutowała na 8. miejscu polskiej listy notowań OLiS.

## Lista utworów
Źródło.
1. „Intro (Na raz)”
2. „Szczęście”
3. „List do...”
4. „Gierek”
5. „Rockafeller”
6. „La Vida Loca” (gościnnie: Kobra)
7. „Skurwysyny 2”
8. „Młoda krew” (gościnnie: Śliwa, Sztoss)
9. „Nie będziesz pierwszy” (gościnnie: Rover)
10. „Mam tylko tyle” (gościnnie: Big A)
11. „MVP”
12. „Ja i moje ziomki” (gościnnie: Kajman, Bezczel, Chada)
13. „Potrzebuję tego” (gościnnie: PTP)
14. „Na lepsze”
15. „Szczęście RMX”

## Certyfikat
| Kraj   | Certyfikat      | Sprzedaż |
| ------ | --------------- | -------- |
| Polska | platynowa płyta | 30 000+  |